# Abadia de Goiás

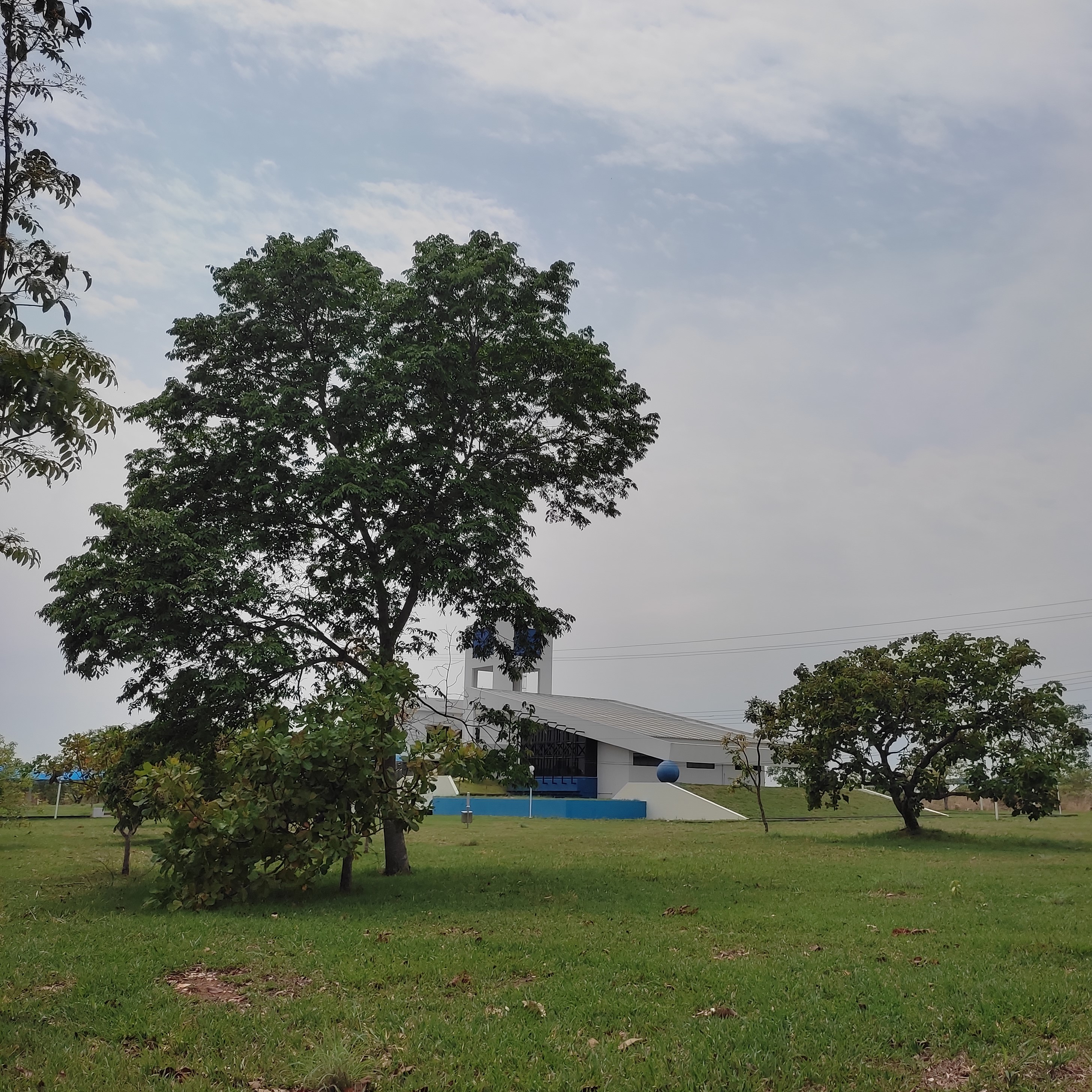
Parque Estadual Telma Ortegal

Abadia de Goiás é um município brasileiro do estado de Goiás, Região Centro-Oeste do país. Pertence à Região Metropolitana de Goiânia, estando situado a cerca de 23 km do centro da capital Goiânia, partindo da praça civica, e a 12 km do anel viário da capital, se localizando a sudoeste da capital do estado. Ocupa uma área de 147,256 km², sendo que 13,2 km² estão em perímetro urbano, e sua população no censo de 2022 foi de 19.128 habitantes, o que representa um aumento de 177,58% em comparação ao censo de 2010. Abadia de Goiás foi o municipio com o maior crescimento no numero de domicilios do pais, sendo recenseados 7.866 domicilios, um aumento de 197,5% em relaçao a 2010, quando este número era de 2.644. O município é o primeiro do Brasil por ordem alfabética. 
Desmembrado de Aragoiânia, Goiânia, Guapó e Trindade, o território que hoje ocupa Abadia de Goiás foi emancipado em 1995 por meio de um plebiscito. No município estão armazenados os rejeitos do acidente radiológico de césio-137, os quais não apresentam nenhum nivel de radiação, conforme relata a CNEN.

## História
Elevado à categoria de município com a denominação de Abadia de Goiás, pela Lei Estadual nº 12799, de 27 de dezembro de 1995, desmembrado de Aragoiânia, Goiânia, Guapó e Trindade. Sede no Distrito de Abadia de Goiás, Constituído do Distrito Sede. Instalado em 1 de janeiro de 1997.
Em divisão territorial datada de 15 de julho de 1997, o município é constituído do Distrito Sede. Assim permanecendo em divisão territorial datada de 15 de julho de 1999, neste mesmo ano foi instalado o primeiro serviço notarial e registral do Municipio.
A aproximadamente 1 km da região habitada da cidade, encontra-se o lixo radioativo proveniente do Acidente radiológico de Goiânia, com o isótopo de metal alcalico Césio, armazenado em dois depósitos subterrâneos dentro do Parque Estadual Telma Ortegal

## Geografia
A área do município é de 147,256 km², representando 0,0432% do estado de Goiás, 0,0092% da Região Centro-Oeste do Brasil e 0,0017% de todo o território brasileiro. Situa-se a 16°45'32" de latitude sul e 49°26'16" de longitude oeste e está a uma distância de 18 quilômetros a oeste da capital goiana. Seus municípios limítrofes são Goiânia e Trindade a norte, Guapó a sudoeste e Aragoiânia a sul. De acordo com a divisão do Instituto Brasileiro de Geografia e Estatística vigente desde 2017, o município pertence às Regiões Geográficas Intermediária de Goiânia e Imediata de Goiânia. Até então, com a vigência das divisões em microrregiões e mesorregiões, o município fazia parte da microrregião de Goiânia, que por sua vez estava incluída na mesorregião do Centro Goiano.

### Hidrografia
O município faz parte da sub-bacia do Alto Meia-Ponte que, por sua vez, está inserida na Bacia do Rio Meia-Ponte. A demanda de água gira em torno de 12 litros por segundo, e a captação e tratamento no município são realizados pela Companhia Saneamento de Goiás (Saneago), na estação de tratamento de água da cidade. O abastecimento é realizado pelo Ribeirão Dourados e pelos Poços Abadia de Goiás.

### Clima
O clima abadiense é caracterizado como tropical com estação seca (Aw segundo classificação climática de Köppen-Geiger).

## Demografia
Em 2010, a população do município foi contada pelo Instituto Brasileiro de Geografia e Estatística (IBGE) em 6 876 habitantes, sendo que 3 371 habitantes eram do sexo masculino, correspondendo a 49,03%, enquanto 3 505 habitantes eram do sexo feminino, totalizando a 50,97% da população. Ainda segundo o censo brasileiro daquele ano, 5 081 pessoas viviam na zona urbana (73,89%), e 1 795 em zona rural (26,11%). De acordo com a estimativa para o ano de 2019, a população ampliou-se a 8 773 habitantes, sendo o 109º mais populoso de Goiás. Apresenta, consoante essa estimativa, uma densidade populacional de 46,85 habitantes por km².
Da população total em 2010, 1 724 habitantes (25,07%) tinham menos de 15 anos de idade, 4 748 habitantes (69,05%) tinham de 15 a 64 anos e 405 pessoas (5,89%) possuíam mais de 65 anos, sendo que a esperança de vida ao nascer era de 74,82 anos e a taxa de fecundidade total por mulher era de 2,0. O Índice de Desenvolvimento Humano Municipal (IDH-M) de Abadia de Goiás é considerado alto, segundo o Programa das Nações Unidas para o Desenvolvimento (PNUD) no ano de 2010. Seu valor era de 0,708, sendo então o 87º maior de todo o estado de Goiás. O coeficiente de Gini, que mede a desigualdade social, era de 0,42, sendo que 1,00 é o pior número e 0,00 é o melhor.
Em 2010, segundo dados do censo do IBGE daquele ano com a autodeclaração de cada abadiense, a população era composta por 2 863 brancos (41,64%), 3 517 pardos (51,15%), 327 negros (4,76%), 161 amarelos (2,34%) e 8 indígenas (0,12%). Considerando-se a região de nascimento, 5 548 eram nascidos no Centro-Oeste (80,69%), 582 no Nordeste (8,46%), 371 no Sudeste (5,40%), 298 no Norte (4,33%) e 17 no Sul (0,25%). 5 428 habitantes eram naturais do estado de Goiás (78,94%) e, entre os 1 448 naturais de outras unidades da federação, Minas Gerais era o estado com maior presença, com 232 pessoas (3,37%), seguido pelo Tocantins, com 211 habitantes residentes no município (3,07%). De acordo com dados do censo de 2010, a população municipal está composta por católicos (55,35% do total), evangélicos (31,85%), pessoas sem religião (9,69%), espíritas (0,77%) e 2,34% divididos entre outras religiões.

## Política e administração
A administração municipal se dá pelos Poderes Executivo e Legislativo. O Executivo é exercido pelo prefeito, auxiliado pelo seu gabinete de secretários. O poder executivo do município de Abadia de Goiás é representado pelo prefeito, consoante determinação da Constituição Brasileira de 1988. O atual é Wander Saraiva de Carvalho, do Progressistas (PP), eleito em 2020 com 5 053 votos (64,23% dos votos válidos), ao lado de André Bueno de Freitas, do Cidadania, como vice-prefeito. O Poder Legislativo, por sua vez é constituído pela câmara municipal, composta por nove vereadores eleitos para mandatos de quatro anos. Cabe à casa elaborar e votar leis fundamentais à administração e ao Executivo, especialmente o orçamento participativo, conhecido como Lei de Diretrizes Orçamentárias.
O município de Abadia de Goiás é regido por sua lei orgânica, promulgada em 18 de dezembro de 1997. A cidade pertence à 56ª zona eleitoral do estado de Goiás e possuía, em abril de 2020, 8 375 eleitores, de acordo com o Tribunal Superior Eleitoral (TSE), o que representa 0,188% do eleitorado goiano.

## Infraestrutura

### Educação
Na área da educação, o Índice de Desenvolvimento da Educação Básica (IDEB) obtido por alunos do 5º ano das escolas públicas de Abadia de Goiás foi de 6,1 em 2017, enquanto que do 9º ano foi de 4,6 (numa escala de avaliação que vai de nota 1 a 10). Em 2010, 97,2% das crianças entre sete e 14 anos estavam matriculadas em instituições de ensino. O município contava, em 2018, com 2 664 matrículas nas instituições de educação infantil e ensinos fundamental e médio da cidade. O valor do Índice de Desenvolvimento Humano (IDH) da educação era de 0,622 no ano de 2010.

### Comunicações
O código de área (DDD) do município é 062 e o Código de Endereçamento Postal (CEP) da cidade vai de 75345-000 a 75349-999. O serviço postal é atendido por uma agência da Empresa Brasileira de Correios e Telégrafos, localizada no Setor Santa Bárbara. A cidade também é amplamente coberta pelo serviço de telefonia móvel 4G.
Principais Vias de Acesso
O Município e acessado pela BR 060, a qual do destino a cidade de Goiânia e Rio Verde, e GO 040 que dá acesso a cidade de Aparecida de Goiânia e Aragoiânia, e por fim a GO 469 que leva a cidade de Trindade, devido a sua localização e vias de acesso, atualmente e procurado por várias empresas para instalação de suas sedes, devido a facilidade de escoamento de suas produções.